# イスマイル・コイバシュ
イスマイル・コイバシュ（İsmail Köybaşı、1989年7月10日  - ）は、トルコ・ハタイ県イスケンデルン出身のサッカー選手。ポジションはディフェンダー。

## クラブ経歴

### ガズィアンテプスポル
2006年にガズィアンテプスポルの下部組織に入団。2008年5月6日にプロ契約を締結した。2008–09シーズンは24試合に出場し、うち21試合でスタメンだった。シーズン終了後、ビッグクラブが争奪戦を繰り広げた。

### ベシクタシュ
2009年6月、650万ユーロでベシクタシュJKに移籍。8月2日のスュペル・クパ・フェネルバフチェSK戦で移籍後初出場。2009年11月のUEFAチャンピオンズリーグ・マンチェスター・ユナイテッドFC戦でロドリゴ・テージョの決勝ゴールをアシストした。12月のMKEアンカラギュジュ戦で移籍後初ゴール。

### フェネルバフチェ
2016年7月14日、フェネルバフチェSKに3年契約で移籍。

### グラナダ
2019年8月29日、フェネルバフチェとの契約満了に伴い、リーガ・エスパニョーラへと昇格したグラナダCFに1年契約で加入した。

## 代表歴
2009年8月12日に行われたウクライナ代表との親善試合で初キャップ。

## タイトル
ベシクタシュ
- スュペル・リグ: 2015–16
- テュルキエ・クパス: 2010–11